# Australian Cup
De ISPS Handa Australia Cup is een golftoernooi dat in 2006 werd opgericht door Dr Haruhisa Handa, president van de International Sports Promotion Society. Het toernooi wordt op de Nedlands Golf Club gespeeld. Het prijzengeld is AU$ 100.000.
De bedoeling van dit toernooi is om veelbelovende jeugd de kans te geven met beroemde golfprofessionals te spelen. Er doen op invitatie dertien mannen, dertien vrouwen en dertien amateurs mee.

## Winnaars
- 2006:  Garry Merrick
- 2007:  Jan Stephenson
- 2008:  Peter Senior
- 2009:  Luke Humphries (Am)
- 2010:  Stewart Ginn
- 2011:  Oliver Goss (Am) (-15)[1]